# Мурики (футболист)
Луис Гильерме да Консейсао Силва или Мурики (порт.-браз. Luiz Guilherme da Conceição Silva; 16 июня 1986, Мангаратиба, Рио-де-Жанейро) — бразильский футболист, игравший на позиции нападающего.

## Карьера

### В Бразилии
Мурики начал профессиональную карьеру в 2004 году в клубе «Мадурейра». Молодой игрок рассматривался на перспективу, поэтому несколько лет провёл в аренде. Так, он успел поиграть за «Васко да Гама», «Аваи» и «Депортиво Бразил», однако нигде себя не проявил.
14 апреля 2009 Мурики вновь отправляется в аренду в «Аваи», где становится одним из лучших игроков клуба. Одним из показателей его игры стал такой: на игроке за сезон сфолили 139 раз.
По окончании сезона 2009 года он решил покинуть команду. 13 января 2010 года Мурики стал игроком «Атлетико Минейро».

### В Китае
30 июня 2010 года клуб Первой лиги Китая «Гуанчжоу Эвергранд» подтвердил, что подписал с игроком четырёхлетний контракт. На трансфер была потрачена рекордная для клуба сумма в 3,5 млн долларов. Дебютировал Мурики 21 июля в игре против «Нанькин Йойо» и забил в этом матче четыре мяча. Всего же в сезоне 2010 года в первой лиге игрок забил 13 мячей в 14 матчах, а «Гуанчжоу» в первый же год смог вернуться в Суперлигу.
В межсезонье «Гуанчжоу» усилился всего лишь несколькими легионерами, партнерами по нападению для Мурики в сезоне 2011 года в Суперлиге стал аргентинец Дарио Конка и бразилец Клео. Мурики забил два важных гола в матче против «Бэйцзин Гоань» 17 апреля 2011 года, когда его команды сыграла вничью 2:2.
12 августа 2011 года первый тайм гостевого матча против «Ляонин Хувин» закончился громким скандалом. В слушаниях, которые проводила 4 дня спустя Китайская футбольная ассоциация, было подтверждено, что Мурикуй ударил игрока «Ляонина» Чжао Цзюньчжэ. По решению КФА игрок был отстранён от игр на пять матчей (запрет распространялся и на игры резервистов), а также заплатил штраф в размере 25 000 юаней. В своем микроблоге Sina Weibo игрок выразил разочарование таким решением, а также написал, что намерен покинуть Китай по окончании сезона. Однако после серии переговоров с представителями клуба, Мурики заявил, что его контракт и предыдущие договоренности останутся в силе. Несмотря на то, что он пропустил 4 игры, Мурики забил 16 голов в 26 матчах за сезон и стал лучшим бомбардиром Суперлиге. «Гуанчжоу» также выполнил задачу на сезон и впервые в истории клуба стал чемпионом страны. В декабре 2011 года КФА наградила футболиста титулом «Игрок года».
На старте чемпионата 2012 года Мурики помог клубу завоевать Суперкубок Китая — матч против «Тяньцзинь Тэда» проходил 25 февраля. 7 марта в матче Лиги чемпионов Азии он забил гол в дебютном матче группового этапа в игре против чемпиона К-Лиги «Чонбук Хёндэ Моторс», а команда в гостях победила со счётом 5:1.

## Достижения

### Клубные
«Атлетико Минейро»:
- Победитель Лиги Минейро: 2010

 «Гуанчжоу Эвергранд»:
- Победитель первой лиги: 2010
- Победитель Суперлиги: 2011, 2012, 2013, 2017
- Обладатель Суперкубка КФА: 2012

 «Аль-Садд»:
- Обладатель кубка шейха Яссима: 2014
- Обладатель кубка эмира Катара: 2015

### Индивидуальные
- Футболист года по версии КФА: 2011
- Обладатель Золотой бутсы КФА: 2011
- Лучший бомбардир Кубка Китая: 2011
- Входит в состав символической сборной чемпионата Китая: 2013
- Футболист года по версии АФК: 2013
- Лучший бомбардир Лиги чемпионов АФК: 2013
- Лучший игрок Лиги чемпионов АФК: 2013